# Vladimer Mamuchashvili
Vladimer Mamuchashvili (in georgiano ვლადიმერ მამუჩაშვილი?; 29 agosto 1997) è un calciatore georgiano, centrocampista dello Sheriff Tiraspol.

## Carriera

### Club
Esordisce nella massima serie georgiana con la maglia del Saburtalo Tbilisi nel 2015, rimanendo con la formazione della capitale fino al 2018, quando si trasferisce alla Dinamo Batumi. Con la Dinamo esordisce nelle competizioni europee per club, segnando il primo gol continentale l'8 agosto 2021 contro il Tre Penne.

### Nazionale
Ha giocato nelle nazionali giovanili georgiane Under-17, Under-19 ed Under-21.
Nel 2021 ha esordito nella nazionale maggiore georgiana.

## Palmarès

### Club

#### Competizioni nazionali
- Erovnuli Liga 2: 1

Saburtalo Tbilisi: 2014-2015
- Campionato georgiano: 2

Dinamo Batumi: 2021, 2023
- Supercoppa di Georgia: 1

Dinamo Batumi: 2022
- Coppa di Moldavia: 1

Sheriff Tiraspol: 2024-2025

### Individuale
- Miglior giocatore del campionato moldavo: 1

2024-2025